# 두니아 처음 만난 세계
《두니아 처음 만난 세계》는 MBC TV에서 방송된 텔레비전 프로그램이며 2018년 6월 3일부터 2018년 9월 23일까지 방영되었다.

## 프로그램 특징
- <야생의 땅: 듀랑고>를 바탕으로 MBC와 넥슨이 합작하여 제작한다.

- "선택의 순간"이라는 문자투표가 생방송으로 진행되며,[1] 다수결로 선택한 장면을 자연스럽게 재생한다.[2]

- 첫 화에서 문자투표에 참여한 시청자에게는 추첨을 통해 <두니아 처음 만난 세계> 한정 사인 포스터가 전달되었다.[3]

## 방송 시간
| 방송 채널 | 방송 기간                        | 방송 시간                    | 비고      |
| --------- | -------------------------------- | ---------------------------- | --------- |
| MBC TV    | 2018년 6월 3일 ~ 2018년 9월 23일 | 매주 일요일 오후 6:45 ~ 7:50 | 독립 편성 |

## 출연자
- 유노윤호(동방신기)
- 정혜성
- 루다 (우주소녀)
- 권현빈
- 샘 오취리
- 한슬
- 오스틴 강
- 딘딘
- 박준형(GOD)
- 이미주 (러블리즈)
- 돈 스파이크
- 구자성

## 시청률

### 2018년
| 회차 | 방송일   | TNmS 시청률    | AGB 시청률     |
| 회차 | 방송일   | 대한민국(전국) | 대한민국(전국) |
| ---- | -------- | -------------- | -------------- |
| 1    | 6월 3일  | 4.1%           | 3.5%           |
| 2    | 6월 10일 | 4.2%           | 3.7%           |
| 3    | 6월 17일 | 4.0%           | 2.8%           |
| 4    | 6월 24일 | 3.4%           | 2.7%           |
| 5    | 7월 1일  | 3.5%           | 2.3%           |
| 6    | 7월 8일  | 3.2%           | 2.3%           |
| 7    | 7월 15일 | 3.8%           | 2.6%           |
| 8    | 7월 22일 | 2.9%           | 2.5%           |
| 9    | 7월 29일 | 2.1%           | 1.7%           |
| 10   | 8월 5일  | 2.5%           | 2.1%           |
| 11   | 8월 12일 | 2.3%           | 1.9%           |
| 12   | 9월 2일  | %              | 1.9%           |
| 13   | 9월 9일  | %              | 2.4%           |
| 14   | 9월 16일 | %              | 1.8%           |
| 15   | 9월 23일 | %              | 1.9%           |

## 결방 및 편성 변경

### 2018년
- 6월 10일: 저녁 7:32 ~ 7:40 뉴스 특보 김정은 ~ 리셴룽 회담 편성으로 인한 결방
- 8월 19일 ~ 8월 26일: 2018년 아시안 게임 중계방송으로 인한 결방

## 참고 사항
- 동시간대 《1박 2일 시즌 3》와 《집사부일체》의 인기 때문에 저조한 시청률을 기록하였으며, 고전을 면치 못했다.

## 관련 프로그램
- 일요일이 좋다
  - 런닝맨 (1부 프로그램)
  - 집사부일체 (경쟁 프로그램)
- 해피선데이
  - 슈퍼맨이 돌아왔다 (1부 프로그램)
  - 1박 2일 (경쟁 프로그램)
- 일밤
  - 미스터리 음악쇼 복면가왕 (1부 프로그램)